# Cartigny-l'Épinay
Cartigny-l'Épinay é uma comuna francesa na região administrativa da Normandia, no departamento Calvados. Estende-se por uma área de 10,11 km². Em 2010 a comuna tinha 301 habitantes (densidade: 29,8 hab./km²).